# تیپ هودماکرس
تیپ هودماکرس (هلندی: Tjep Hoedemakers؛ زادهٔ ۱۴ اکتبر ۱۹۹۹) بازیکن هاکی روی چمن اهل هلند است.